# جون ويزلي بورغس
جون ويزلي بورغس هو محامي وسياسي كندي، ولد في 19 مايو 1907 في كندا، وتوفي في 1 سبتمبر 1990. حزبياً، نشط في الحزب الليبرالي الكندي. وقد انتخب عضو مجلس العموم الكندي.